# Lansing United
El Lansing United fue un equipo de fútbol de los Estados Unidos que jugó en la Premier Development League, la tercera división de fútbol en el país.

## Historia
Fue fundado en el año 2013 en la ciudad de East Lansing, Michigan y a finales de ese año fue aceptado en la National Premier Soccer League (quinta división nacional). El nombre del equipo surgió en una consulta hecha a los pobladores de Greater Lansing, de donde salió Lansing United como el ganador.
Su primer partido en la NPSL fue en mayo de 2014 y terminó 0-0, donde ganaron el título del oeste de los Grandes Lagos, donde perdieron en las semifinales nacionales ante el equipo filial del New York Red Bulls.
En la siguiente temporada no clasificaron a los playoffs, pero jugaron por primera vez en la US Open Cup en donde fueron eliminados en la segunda ronda por el Louisville City FC 0-1.
En las siguientes dos temporadas no accedieron a los playoffs y en la temporada 2018 se convirtieron en uno de los equipos de expansión de la Premier Development League (tercera división nacional).
El club desaparece en 2018 para dar origen al Lansing Ignite FC de la USL League One.

## Palmarés

### NASL
- Midwest Region – Great Lakes West Conference (1): 2014
- Midwest Region Playoff (1): 2014

## Jugadores

### Jugadores destacados
- Matt Brown, exjugador del R.C.S. Verviétois, actual entrenador del equipo juvenil del Chelsea F.C.[8]
- Brian Cunningham, jugó en Harbour View F.C. y Waitakere United[9]
- Thabiso Khumalo, jugó para el D.C. United
- Tyler Pasher, jugó para el Indy Eleven
- Lewis Jones, miembro de la selección nacional

## Entrenadores
- Eric Rudland (2014–2015)
- Nate Miller (2015–hoy)